# Le Lagon bleu (film, 1980)
Pour les articles homonymes, voir The Blue Lagoon et Le Lagon bleu.
Ne doit pas être confondu avec Le Lagon bleu (film, 1923) ou Le Lagon bleu (film, 1949).
Série
Retour au lagon bleu
(1991)
Pour plus de détails, voir Fiche technique et Distribution.
Le Lagon bleu (The Blue Lagoon) est un film d'aventure romantique américain réalisé par Randal Kleiser, sorti en 1980. Il s'agit de la troisième adaptation cinématographique du roman britannique homonyme de Henry De Vere Stacpoole, paru en 1908.
Une suite partielle au film, Retour au lagon bleu, est sortie en 1991 : le film étant censé reprendre là où s'était arrêté le premier, les événements y ont été toutefois modifiés par rapport à la fin de son prédécesseur.

## Synopsis
À l’époque victorienne, un navire fait route vers San Francisco à travers le Pacifique Sud. Un incendie éclate à bord, forçant les passagers à évacuer. Deux enfants, Richard (9 ans) et Emmeline (7 ans), sont séparés de leur famille et embarquent avec Paddy, le cuisinier du bateau, sur un canot de sauvetage.
Après plusieurs jours à dériver, ils atteignent une île tropicale déserte. Paddy leur enseigne les bases de la survie, mais meurt peu après dans des circonstances mystérieuses. Livrés à eux-mêmes, les enfants grandissent dans un environnement sauvage mais paradisiaque.
À l’adolescence, Richard et Emmeline découvrent les changements de leur corps, les émotions nouvelles et les pulsions qu’ils ne comprennent pas encore. Leur relation évolue de l’amitié à l’amour, dans une innocence troublante. Ils explorent la sexualité sans repères, et Emmeline tombe enceinte.
Le couple donne naissance à un enfant, qu’ils élèvent dans leur havre isolé. Un jour, alors qu’ils dérivent en mer sur une barque endommagée, ils sont retrouvés par un navire, laissant planer le doute sur leur survie, mais offrant une lueur d’espoir.

## Fiche technique
Sauf indication contraire, les informations mentionnées dans cette section peuvent être confirmées par les bases de données cinématographiques IMDb et Allociné,  présentes dans la section « Liens externes ».
- Titre original : The Blue Lagoon
- Titre français et québécois : Le Lagon bleu
- Réalisation : Randal Kleiser
- Scénario : Douglas Day Stewart, d'après le roman The Blue Lagoon de Henry De Vere Stacpoole
- Musique : Basil Poledouris, interprétée par The Australian Symphonic Orchestra
- Direction artistique : Jon Dowding
- Costumes : Jean-Pierre Dorléac
- Photographie : Néstor Almendros, ainsi que Ronnie Taylor et Valerie Taylor (en) (pour les images sous-marines)
- Son : Wayne Artman, Tom Beckert, Michael Jiron
- Montage : Robert Gordon
- Production : Randal Kleiser
  - Direction de production : Peter Bogart[1]
  - Coproduction : Richard Franklin
- Société de production : Columbia Pictures
- Société de distribution : Columbia Pictures (États-Unis)
- Budget : 4,5 millions de $[2]
- Pays de production :  États-Unis
- Langue originale : anglais
- Format : couleur (Metrocolor par Colorfilm) — 35 mm — 1,85:1 (Panavision) — son Dolby
- Genre : aventure romantique, drame, robinsonnade
- Durée : 104 minutes
- Dates de sortie[3] :
  - États-Unis : 2 juillet 1980
  - France : 28 janvier 1981[4]
- Classification :
  - États-Unis : les enfants de moins de 17 ans doivent être accompagnés d'un adulte (R – Restricted)
  - France : tous publics[5]
  - Québec : 13 ans et plus (13+ / 13 years and over)

## Distribution
Sauf indication contraire, les informations mentionnées dans cette section peuvent être confirmées par la base de données cinématographiques IMDb,  présente dans la section « Liens externes ».
- Brooke Shields (VF : Marie-Christine Darah) : Emmeline Lestrange
- Christopher Atkins (VF : Guy Chapellier) : Richard Lestrange
- Leo McKern (VF : Jean Violette) : Paddy Button, le cuisinier
- William Daniels (VF : Robert Bazil) : Arthur Lestrange, le père de Richard
- Elva Josephson (VF : Marie-Françoise Sillière) : Emmeline, enfant
- Glenn Kohan (VF : Morvan Salez) : Richard, enfant
- Alan Hopgood (VF : Jacques Deschamps) : le capitaine
- Gus Mercurio : l'officier
- Jeffrey Means : la vigie
- Bradley Pryce : Paddy, enfant
- Chad Timmermans : Paddy, bébé
- Gert Jacoby : Marin
- Richard Evanson : Marin

## Production

### Troisième adaptation
Le Lagon bleu est tiré du roman The Blue Lagoon de l'écrivain britannique Henry De Vere Stacpoole qui fut publié en Angleterre en 1908. Deux films éponymes avaient déjà été réalisés : l'un muet par W. Bowden et Dick Cruickshanks en 1923, interprété par Molly Adair et Dick Cruickshanks, et l'autre par Frank Launder en 1949, avec Jean Simmons et Donald Houston.
La version de Randal Kleiser est beaucoup plus proche du roman original avec de nombreuses scènes de nudité et de nombreuses références à la sexualité. L'histoire raconte clairement le destin de deux enfants laissés à eux-mêmes sur une île du Pacifique après s'y être naufragés en compagnie d'un vieux cuisinier qui décède peu après. Ils découvrent ainsi, sans trop comprendre ce qui leur arrive, les mystères de la puberté, de la sexualité et de la grossesse avant d'avoir un bébé.

### Tournage
Le tournage a lieu en Jamaïque et sur l'île de Nanuya Levu, une île privée des Fidji, tandis que les scènes du lagon bleu furent tournées à Champagne Bay au Vanuatu. Les images de la faune et la flore utilisées dans le film proviennent d'un éventail très large d'images prises sur plusieurs continents. Des iguanes dociles furent même peints pour les rendre plus éclatants à l'écran.
Il est affirmé que les iguanes filmés aux Fidji étaient d'une espèce alors inconnue des biologistes : l'herpétologiste John Gibbons l'aurait remarqué en voyant le film, avant de se rendre sur les lieux du tournage pour décrire l'Iguane à crête des Fidji (Brachylophus vitiensis) en 1981. En fait, selon le magazine New Scientist, John Gibbons a déjà annoncé la découverte des iguanes en question, tout en gardant le secret sur leur emplacement (l'île de Tadua Tabu) par souci de protection de l'espèce. La nouvelle a attiré l'attention sur les iguanes du film, dont le tournage était en cours. Cependant le spécimen à crête qui y figure s'échappa avant que John Gibbons ait pu l'identifier. Ce n'est que plus tard, après avoir vu le film, qu'un professeur de l'université Cornell lui a écrit pour lui confirmer qu'il s'agissait bien de « son » iguane.
Brooke Shields, âgée de quatorze ans lors du tournage, est remplacée par une doublure pour les nombreuses scènes où elle est censée apparaître nue, contrairement à son précédent film La Petite (Pretty Baby). De son côté, son partenaire Christopher Atkins apparaît lui-même dans ses scènes de nudité.

## Accueil

### Accueil critique
- En 1980, le film est nommé quatre fois aux Stinkers Bad Movie Awards, Brooke Shields est récompensée comme pire actrice et Christopher Atkins pire acteur. Le festival nomme également Christopher Atkins et Brooke Shields comme le pire couple à l'écran, ainsi que Basil Poledouris pour la bande originale la plus intrusive.
- En 1981, Brooke Shields est récompensée comme pire actrice de l'année aux Razzie Awards.

### Box-office
Le Lagon bleu film est un succès public, récoltant 58 853 000 dollars, soit douze fois le budget de production de 4 500 000 dollars.
En France, il réalise 1 147 059 entrées et se hisse en 38e position du box-office France 1981.

## Distinctions

### Nominations 1980
- Young Artist Awards[11] :
  - Meilleur film majeur de divertissement familial
  - Meilleure jeune actrice dans un film majeur pour Brooke Shields
  - Meilleur jeune acteur dans un film majeur pour Christopher Atkins

### Récompense 1981
- Jupiter Awards : meilleure actrice internationale pour Brooke Shields

### Nominations 1981
- Academy of Science Fiction, Fantasy and Horror Films - Saturn Awards : meilleur film fantastique
- Golden Globes : révélation masculine de l'année pour Christopher Atkins
- Oscars : meilleure photographie pour Néstor Almendros

## Éditions en vidéo
En France, le film Le Lagon bleu est sorti en DVD le 24 juillet 2001. Le film est ressorti deux fois en DVD le 5 août 2003 et le 3 mars 2010, par la suite il sort en Blu-ray le 18 janvier 2023. Le film est également sorti en VOD le 9 décembre 2016.

## Suite
Bien que l’œuvre littéraire d'origine ait connu une suite par le même auteur, publiée en 1923 et intitulée The Garden of God, la même production du précédent film Columbia Pictures en a fait, en 1991, un Retour au lagon bleu (Return to the Blue Lagoon) toujours produit par le précédent réalisateur Randal Kleiser, mais, cette fois-ci, sous la direction de William A. Graham, avec Milla Jovovich et Brian Krause.
Le film est censé reprendre là où s'était arrêté le premier, toutefois les événements y ont été modifiés par rapport à la fin de son prédécesseur.

## Inspiration et parodie
En 1982, le film Paradis, avec Phoebe Cates et Willie Aames, présente une histoire similaire au Lagon bleu. Cette fois, les deux enfants voyagent avec une caravane entre Bagdad et Damas lorsque des brigands les attaquent. La jeune fille est menée de force dans un harem d'où elle s'échappe, et les deux enfants vivent une aventure idyllique dans une oasis.
Le téléfilm Les Naufragés du lagon bleu (Blue Lagoon: The Awakening), diffusé en 2012, reprend la thématique de l'œuvre originale en l'adaptant aux réalités contemporaines.
Le Lagon bleu est largement parodié dans le film Top secret ! (1984) des ZAZ avec le personnage de Nigel (Christopher Villiers), un homme blond aux cheveux bouclés (tout comme le personnage de Richard dans Le Lagon bleu) qui retrouve Hillary (Lucy Gutteridge) après l'avoir connue plusieurs années auparavant sur une île déserte. Le film est également parodié dans Going Berserk (1983) lors d'une scène où le héros décrit à un psychiatre son rêve récurrent.